# Nematostella polaris
Nematostella polaris är en havsanemonart som först beskrevs av Oscar Henrik Carlgren 1921.  Nematostella polaris ingår i släktet Nematostella och familjen Edwardsiidae. Inga underarter finns listade i Catalogue of Life.